# Рудозем (община)
Община Рудозем се намира в Южна България и е една от съставните общини на област Смолян.

## География

### Географско положение, граници, големина
Общината се намира в южната част на област Смолян. С площта си от 182,919 km2 е 6-а по големина сред 10-те общини на областта, което съставлява 5,73% от територията на областта. Границите ѝ са следните:
- на северозапад – община Смолян;
- на североизток – община Мадан;
- на изток – община Златоград;
- на юг – Гърция.

### Природни ресурси

#### Релеф
Релефът на общината е ниско и средно планински, а в най-южната ѝ част високо планински. Условно се простира в крайната югозападната част на Източните Родопи и в югоизточната част от Западните Родопи.
Около 100 km2 от територията на общината, разположена между река Арда на север, Чепинска река на изток, границата с община Смолян на запад и държавната ни граница с Гърция на юг се заема от крайните източни части на мощния граничен Ардински дял на Западните Родопи. В него на границата с Гърция, на около 6 km по права линия южно от село Пловдивци се издига първенецът му връх Циганско градище 1826,9 m, най-високата точка на община Рудозем.
Северно от река Арда, в пределите на общината попада крайната югоизточна, ниска на част на друг западнородопски рид – Кайнадинския. На 1 km западно от село Дъбова се намира най-високата му точка в община Рудозем – 1225,2 m.
Югоизточно от река Арда и източно от Чепинска река се простират последните югозападни разклонение на източнородопския рид – Жълти дял с Добри връх 1449,7 m, разположен на граничната бразда, южно от село Чепинци.
Североизточно от квартал „Койнарци“ на град Рудозем, на границата с община Мадан, в коритото на река Арда се намира най-ниската ѝ точка – 666 m н.в.

#### Води
Основна водна артерия на община Рудозем е река Арда. Тя протича през северната част на общината от запад на изток, а след град Рудозем – на североизток в дълбока и тясна долина, на протежение от около 16 km, с част от горното си течение. Навлиза в общината западно от село Бяла река, минава през него и през град Рудозем и североизточно от неговия квартал „Койнарци“ напуска пределите ѝ. Основни нейни притоци на територията на общината са два: Елховска река (десен) и Малка река (ляв, влива се в нея в квартал „Възраждане“ на Рудозем). Елховска река (20 km) е първият по-голям приток на Арда. Тя води началото си от североизточното подножие на граничния връх Кулата и по цялото си протежение тече на север в дълбока и залесена долина. Минава през селата Пловдивци, Елховец и Войкова лъка, като на трите места образува малки долинни разширения и в град Рудозем се влива отдясно в Арда. В центърът на града в нея отдясно се влива най-големият ѝ приток Чепинска река, която по цялото си протежение служи за граница между Източните и Западните Родопи.

## Население

### Етнически състав (2011)
Численост и дял на етническите групи според преброяването на населението през 2011 г.:
|                     | Численост | Дял (в %) |
| Общо                | 10 069    | 100,00    |
| Българи             | 6774      | 67,28     |
| Турци               | 41        | 0,41      |
| Цигани              | –         | -         |
| Други               | 738       | 7,33      |
| Не се самоопределят | 122       | 1,21      |
| Неотговорили        | 2394      | 23,78     |

### Движение на населението (1934 – 2021)
| Община Рудозем                                | Община Рудозем | Община Рудозем | Община Рудозем | Община Рудозем | Община Рудозем | Община Рудозем | Община Рудозем | Община Рудозем | Община Рудозем | Община Рудозем | Община Рудозем |
| --------------------------------------------- | -------------- | -------------- | -------------- | -------------- | -------------- | -------------- | -------------- | -------------- | -------------- | -------------- | -------------- |
| Година                                        | 1934           | 1946           | 1956           | 1965           | 1975           | 1985           | 1992           | 2001           | 2011           | 2021           |                |
| Население                                     | 4501           | 5404           | 12300          | 13354          | 12135          | 12320          | 12001          | 10875          | 10069          | 8674           |                |
| Източници: Национален Статистически Институт, |                |                |                |                |                |                |                |                |                |                |                |

### Населени места
Общината има 23 населени места с общо население от 8674 жители към 7 септември 2021 г.
| Населено място | Население (2021 г.) | Площ на землището km2 | Забележка (старо име)               | Населено място | Население (2021 г.) | Площ на землището km2 | Забележка (старо име)              |
| -------------- | ------------------- | --------------------- | ----------------------------------- | -------------- | ------------------- | --------------------- | ---------------------------------- |
| Боево          | 4                   | -                     | в з-щето на гр. Рудозем             | Кокорци        | -                   | -                     | Кокора, в з-щето на гр. Рудозем    |
| Борие          | 210                 | -                     | в з-щето на гр. Рудозем             | Коритата       | 159                 | -                     | в з-щето на с. Пловдивци           |
| Бреза          | 6                   | -                     | Муртазовска, в з-щето на с. Чепинци | Мочуре         | 8                   | 7,277                 |                                    |
| Бърчево        | 175                 | -                     | в з-щето на с. Войкова лъка         | Оглед          | 136                 | 5,862                 |                                    |
| Бяла река      | 250                 | -                     | в з-щето на гр. Рудозем             | Пловдивци      | 218                 | 31,119                | Бююк дере                          |
| Витина         | 117                 | 8,884                 | Кючук дере                          | Поляна         | 60                  | 4,598                 |                                    |
| Войкова лъка   | 352                 | 6,971                 | Маджарска                           | Равнината      | 125                 | 8,603                 |                                    |
| Грамаде        | 129                 | -                     | в з-щето на с. Оглед                | Рибница        | 276                 | 14,598                | Балък дере                         |
| Добрева череша | 3                   | -                     | в з-щето на гр. Рудозем             | Рудозем        | 3292                | 36,685                | Палас                              |
| Дъбова         | 1                   | -                     | Уручевци, в з-щето на гр. Рудозем   | Сопотот        | 329                 | -                     | Пискюлиите, в з-щето на с. Рибница |
| Елховец        | 937                 | 19,564                | Януз дере                           | Чепинци        | 1849                | 35,024                | Чангър дере                        |
| Иваново        | 38                  | 3,734                 |                                     | ОБЩО           | 8674                | 182,919               | 11 населени места са без землища   |

## Административно-териториални промени
- МЗ № 2820/обн. 14.08.1934 г. – преименува м. Муртазовска на м. Бреза;

– преименува м. Муртаза на м. Бърчево;
– преименува с. Кючук дере на с. Витина;
– преименува м. Маджарска на м. Войкова лъка;
– преименува с. Януз дере на с. Елховец;
– преименува м. Кокора на м. Кокорци;
– преименува м. Бекировска на м. Оскрушево;
– преименува с. Бююк дере на с. Пловдивци;
– преименува м. Балък дере на м. Рибница;
– преименува с. Палас на с. Рудозем;
– преименува м. Пискюлиите на м. Сопотот;
– преименува с. Чангър дере на с. Чепинци;
- Указ № 352/обн. 12.10.1956 г. – признава н.м. Кучкар за отделно населено място – с. Оглед;
- Указ № 582/обн. 29.12.1959 г. – заличава м. Малка река (Брахомчиновци) и я присъединява като квартал на м. Добрева череша;
- Указ № 38/обн. 02.02.1960 г. – признава с. Рудозем за гр. Рудозем;
- Указ № 381/обн. 25.10.1960 г. – преименува м. Уручевци на м. Дъбова;
- Указ № 881/обн. 30.11.1965 г. – заличава м. Борце поради изселване;
- Указ № 757/обн. 08.05.1971 г. – заличава махалите Даровица и Шереметево и ги присъединява като квартали на с. Витина;

– заличава м. Кокалич и я присъединява като квартал на с. Елховец;
– заличава м. Дабок и я присъединява като квартал на м. Поляна;
– заличава махалите Койнаре, Мейково и Оскрушево и ги присъединява като квартали на гр. Рудозем;
– признава м. Войкова лъка за с. Войкова лъка;
– признава н.м. Иваново за отделно населено място – с. Иваново;
– признава м. Коритата за с. Коритата;
– признава м. Мочуре за с. Мочуре;
– признава м. Поляна за с. Поляна;
– признава н.м. Равнината (от с. Смилян) за отделно населено място – с. Равнината;
– признава м. Рибница за с. Рибница;
- Указ № 2932/обн. 30.09.1983 г. – заличава м. Кокора (Янево) и я присъединява като квартал на с. Чепинци;
- Указ № 970/обн. 04.04.1986 г. – заличава м. Осиката поради изселване;
- На основание §7 (т.3) от Закона за административно-териториалното устройство на Република България (ДВ, бр. 63/1995 г.) всички махали, колиби, гари, минни и промишлени селища придобиват статут на села;
- Указ № 368/обн. 21.10.1998 г. – отделя с. Равнината и неговото землище от Община Смолян и го присъединява към и го присъединява към Община Рудозем.

## Транспорт
През общината преминават изцяло или частично 4 пътя от Републиканската пътна мрежа на България с обща дължина 43,3 km:
- последният участък от 17,1 km от Републикански път II-86 (от km 130,3 до km 147,4);
- началният участък от 8 km от Републикански път III-868 (от km 0 до km 8,0);
- целият участък от 12,7 km от Републикански път III-8608;
- началният участък от 5,5 km от Републикански път III-8681 (от km 0 до km 5,5).

## Топографска карта
- Лист от карта K-35-86. Мащаб: 1 : 100 000.